# 地球の太陽面通過 (冥王星)
冥王星における地球の太陽面通過（ちきゅうのたいようめんつうか）とは、冥王星と太陽のちょうど間に地球が入り、太陽面を通過する天文現象である。

## 概要
冥王星で惑星の太陽面通過が見られる頻度は、太陽系の惑星においてこれが見られる頻度に比べると低い。これは冥王星の軌道傾斜角が、太陽系の惑星と比較して大きいためである。冥王星で地球の太陽面通過が起こるのは、紀元前125000年から125000年の25万年間で2550回である（同じ期間で、最も少ない回数である火星でも3399回起こる）。最も直近で起こったのは2018年7月12日である。次回は2178年1月12日に起こる。
冥王星における地球の太陽面通過は数十年から数百年に1回起こるが、約1年と約半日の期間を置いて2回起こる時がある。直近で起こったのは1930年1月9日と1931年1月10日のペアである。次は2178年1月12日と2179年1月13日のペアである。単独で起こるのは2018年7月12日が最も近く、次は2266年7月16日である。また、期間は様々であるが、次に太陽面通過が起こる月は、同じ月か半年分ずれた月のどちらかである。例えば1683年から3420年までは、必ず1月か7月に起こる。起こる月は少しずつずれ、例えば1523年以前は6月と12月のみ、3507年以降は2月と8月のみに起こる。

## 太陽面通過の起こる日
日付は最大食の日付(UTC)。
| 年月日         | 最大食 |
| -------------- | ------ |
| 1434年12月25日 | 08:24  |
| 1523年6月27日  | 20:24  |
| 1683年1月6日   | 05:16  |
| 1930年1月9日   | 11:31  |
| 1931年1月10日  | 23:16  |
| 2018年7月12日  | 09:50  |
| 2178年1月12日  | 02:24  |
| 2179年1月13日  | 13:26  |
| 2266年7月16日  | 00:00  |
| 2426年1月15日  | 13:40  |

## 月の太陽面通過
地球の衛星である月は、地球とあまり離れていない距離にあるため、地球の太陽面通過が起こる時には、月の太陽面通過も起こっている場合がほとんどである。しかし、稀ではあるが地球のみ、あるいは月のみが太陽面通過を起こす場合がある。地球のみ太陽面通過が起こったのは、前回は紀元前1935年6月8日、次回は2674年1月18日である。月のみ太陽面通過が起こったのは、前回は1770年7月8日、次回は7889年3月30日である。

## 同時太陽面通過
- 紀元前87416年12月23日の太陽面通過は、同時に火星の太陽面通過と月の太陽面通過も起こった。
- 68693年7月16日の太陽面通過は、同時に金星の太陽面通過と月の太陽面通過も起こる。
- 80607年6月23日と86814年9月14日の太陽面通過は、同時に水星の太陽面通過と月の太陽面通過も起こる。